# Brinolistni kapičar
Brinolistni kapičar (znanstveno ime Polytrichum juniperinum) je vednozelena trajna vrsta mahov, ki je razširjena po vseh celinah, vključno z Antarktiko.

## Opis
Brinolistni kapičar ima rdečkasta stebla, listi pa imajo značilno rdeče-rjave konice.
Rastišča brinolistnega kapičarja so zelo različna in so odvisna od zemljepisne lege. Tako uspeva na suhi in manj suhi kisli stelji, suhih skalah, štorih, brežinah in odprtih gozdovih. Čeprav običajno raste na suhih področjih, pa lahko to vrsto mahu najdemo tudi ob godnih vodotokih in nad zalogami stalne podtalne vode.. Najbolje uspeva v delno senčnih legah.

## Zdravilne lastnosti
Med zeliščarji velja brinolistni kapičar za močan diuretik.